# Gonyostomus insularis

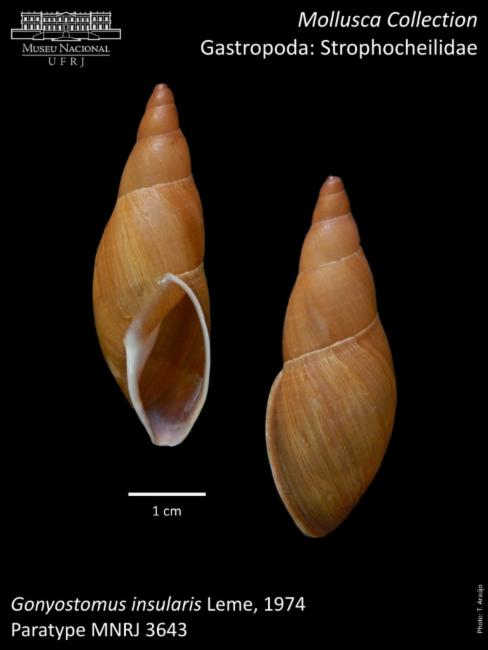
Gonyostomus insularis Leme, 1974

Gonyostomus insularis é uma espécie de gastrópode terrestre pulmonado da família Strophocheilidae.
É endémica da Ilha de Búzios, no município de Ilhabela, em São Paulo, Brasil e encontra-se em perigo de extinção.